# Abdoullah Ba
Abdoullah Ba (sinh ngày 31 tháng 7 năm 2003) là một cầu thủ bóng đá người Pháp thi đấu ở vị trí tiền vệ cho câu lạc bộ Ligue 2 Le Havre AC.

## Thời niên thiếu
Abdoullah Ba sinh ra ở Saint-Aubin-lès-Elbeuf, và bắt đầu chơi bóng tại Club Andelle của Pîtres.

## Sự nghiệp câu lạc bộ
Ba thi đấu ở hệ thống trẻ của Le Havre, và được đề nghị hợp đồng chuyên nghiệp lần đầu tiên vào mùa hè năm 2020, trở thành một trong những cầu thủ trẻ nhất lên thi đấu chuyên nghiệp ở câu lạc bộ Norman, và gia nhập đội hình của Paul Le Guen vào mùa giải sau đó.
Anh có màn ra mắt cho Le Havre AC vào ngày 4 tháng 5 năm 2021, vào sân từ ghế dự bị trong trận đấu tại Ligue 2 trước Toulouse FC.

## Sự nghiệp quốc tế
Abdoullah Ba là tuyển thủ trẻ quốc gia của Pháp, có màn ra mắt cho U-17 Pháp vào ngày 17 tháng 9 năm 2019, trong trận giao hữu trước U-17 Hà Lan. Anh là người gốc Mauritanie.